# Cliff-dwelling

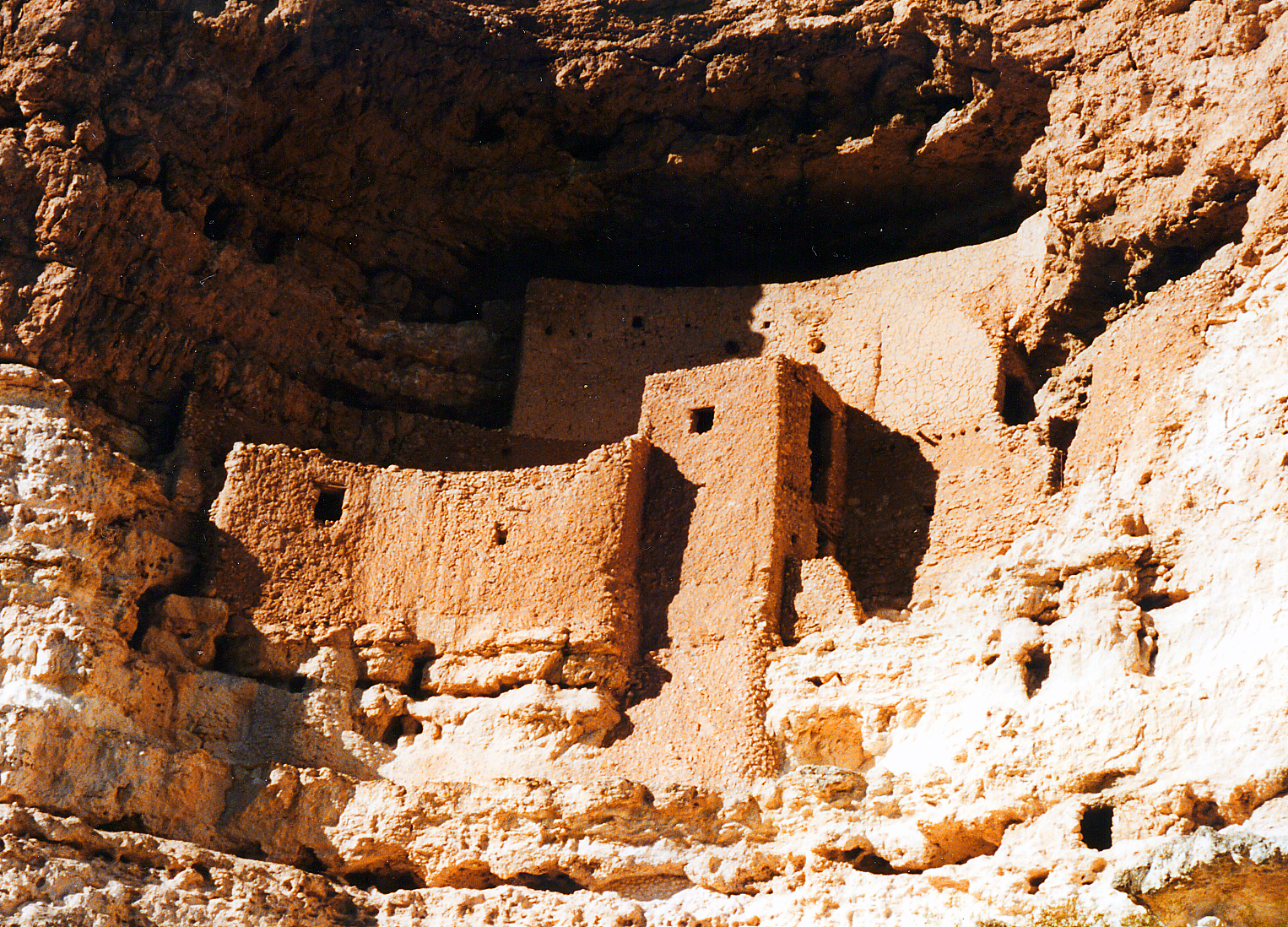
Cliff-dwelling van de Sinaguacultuur.

Cliff-dwelling is de algemene archeologische term voor woonplaatsen van prehistorische volken, in nissen of grotten in steile rotsen, waarbij de ruimte in meer of mindere mate is uitgegraven, met toevoegingen in metselwerk.
Twee speciale soorten cliff-dwelling worden door archeologen onderscheiden:
- de rotswoning die daadwerkelijk gebouwd is op niveau in de rotsen,
- De cavate, die is uitgegraven door gebruik te maken van natuurlijke holtes of openingen.

## Noord-Amerika
Een aantal van de meest beroemde zijn de Noord-Amerikaanse cliff-dwellings, vooral die in ravijnen van het zuidwesten, in Arizona, New Mexico, Utah, Colorado en Chihuahua in Mexico, en waarvan een aantal nog altijd gebruikt worden door de oorspronkelijke bewoners van Noord-Amerika. 
Er is behoorlijk wat discussie geweest over de ouderdom van de rotswoningen. Modern onderzoek toont dat ze gemaakt werden door verschillende volkeren en culturen,  en niet door één specifiek Pueblo-volk. 
De nissen die gebruikt werden zijn vaak behoorlijk groot, en komen voor in rotsen van tot 300 meter hoog, en zijn toegankelijk via trappen in de rotsen of houten ladders.